# Pabbay (Barra)
Pour les articles homonymes, voir Pabay (homonymie).
Pabbay est une île du Royaume-Uni située en Écosse.